# Adventure's End
Adventure's End é um filme norte-americano de 1937, do gênero aventura, dirigido por Arthur Lubin e estrelado por John Wayne e Diana Gibson.
Este é a última das seis produções que John Wayne fez na Universal Pictures entre 1936 e 1937, nenhuma delas do gênero faroeste.

## Sinopse
Duke Slade caça pérolas em uma ilha do Pacífico. Antes de embarcar em um navio baleeiro, casa-se com Janet, filha do capitão Abner Drew. Janet é desejada também por Rand, o imediato. Juntos, eles enfrentam um motim comandado pelo marinheiro Blackie.[carece de fontes?]

## Elenco
| Ator/Atriz        | Personagem         |
| ----------------- | ------------------ |
| John Wayne        | Duke Slade         |
| Diana Gibson      | Janet Drew         |
| Montagu Love      | Capitão Abner Drew |
| Moroni Olsen      | Imediato Rand      |
| Maurice Black     | Blackie            |
| Paul White        | Kalo               |
| Cameron Hall      | Slivers            |
| Patrick J. Kelly  | Matt               |
| George Cleveland  | Tom                |
| Oscar W. Sundholm | Chips              |
| James T. mack     | Hooten             |